# Sommerhuber

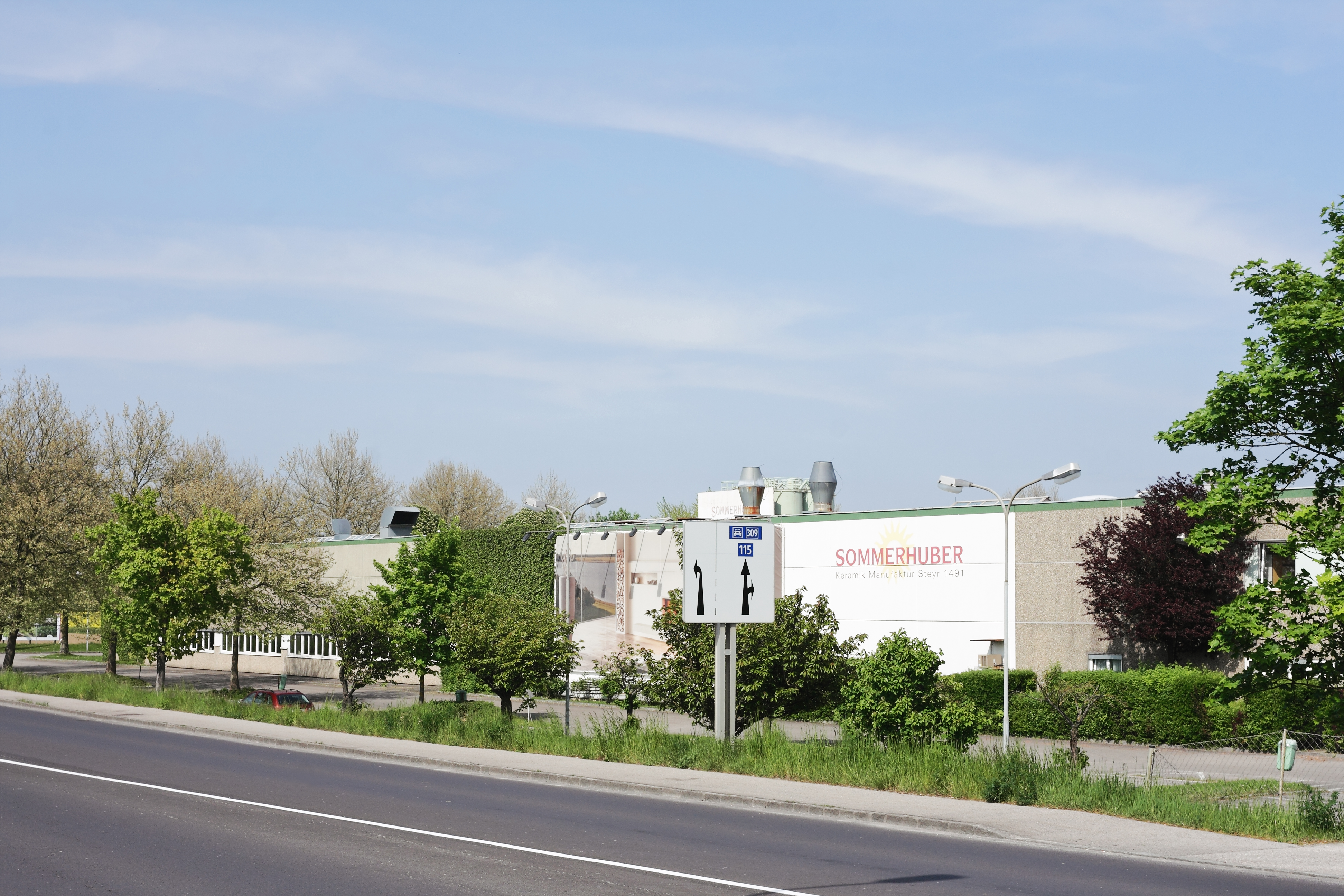
Sommerhuber. Blick von der Ennser Straße in Steyr

Sommerhuber GmbH ist ein Unternehmen, das Kacheln für Kachelöfen und Kachelkamine sowie Wärmespeicherungskeramik für den Spa-Bereich produziert. Das Unternehmen ist in Steyr/Österreich zu Hause. Das Unternehmen ist ein ehemaliger k.u.k. Hoflieferant.

## Geschichte
Die Wurzeln der Keramik-Manufaktur Sommerhuber reichen nachweislich bis ins Jahr 1491 zurück, als in Aufzeichnungen am Stammhaus in Steyr das erste Mal die Hafnerei Wärmprecht genannt wird. 1843 heiratete der Hafnergeselle Josef Sommerhuber (1817–1881) in das Haus ein, wodurch der Name Sommerhuber auf den Handwerksbetrieb überging. 

Seiten aus dem Produktkatalog von Rud. Sommerhuber (1910)

Produziert wurden Durchheizherde und Kachelöfen für Adel, Bürger und Bauernhäuser im gotischen, Renaissance- und barocken Stil. Sommerhuber durfte die kaiserlichen Schlösser u. a. in Persenbeug und Nieder-Wallsee und Blühnbach ausstatten sowie die Ämter in der gesamten Monarchie.
Eine originalgetreue Kopie eines Renaissance-Kachelofens aus Schloss Ambras bei Innsbruck wurde für Erzherzog Franz Ferdinand im Schloss Konopiště bei Prag errichtet. Kunden waren auch Prinz Arnulf von Bayern, Prinz Joachim von Preußen und Herzog Albrecht von Bayern. Auch das königliche Schloss Cotroceni in Rumänien und das Königsschloss Laeken wurden von Sommerhuber ausgestattet.
Für diese Leistungen wurde Rudolf Sommerhuber (1858–1935) 1900 zum k.u.k. Hoflieferanten ernannt. Bei der Pariser Weltausstellung 1900 erhielt das Unternehmen die Bronzene Medaille. 1910 erfolgte die Ernennung zum Hoflieferanten von Prinz Ludwig von Sachsen-Coburg-Gotha.
Rudolf Sommerhuber arbeitete zusammen mit namhaften Künstlern wie Michael Powolny, Robert Obsieger, Franz Barwig und Fritz Seibl und ließ sich die Kacheln von ihnen entwerfen.
Der Zusammenbruch der Monarchie 1918 traf Sommerhuber, da ein wichtiger Absatzmarkt wegbrach. Dennoch konnte sich das Unternehmen weiter behaupten. Während des Zweiten Weltkriegs musste das Unternehmen die Produktion einstellen und blieb von den Kriegshandlungen weitgehend verschont. Trotzdem kam die Wiederaufnahme der Produktion aufgrund mangelnder Rohstoffe nach 1945 nur schleppend voran.
Mit Rudolf (III) Sommerhuber (1929–1993) erhielt das Unternehmen 1973 den Bayerischen Handwerkspreis in Gold bei der Handwerksmesse in München.
Die Ölkrisen der 1970er Jahre hatten eine starke Nachfrage nach holzbefeuerten Kachelöfen zur Folge. 1980 wurde das neue Werk in der Resthofstraße, wo sich bis heute der Sitz der Manufaktur Sommerhuber befindet, errichtet. Die Fertigung von Interieurkeramik und der Fliesengroßhandel, die in den 1980ern aufgenommen wurden, wurden aus wirtschaftlichen Gründen wieder aufgegeben. Sommerhuber konzentrierte sich von da an auf Wärmespeicherungskeramik.
Das Unternehmen wird in 5. Generation seit 1993 von Rudolfs Ururenkel Rudolf (IV) Christian Sommerhuber (* 1959) geleitet. Auch seine Tochter Fiona Sommerhuber (* 1990) ist im Unternehmen tätig. Am Standort in Steyr befindet sich heute die weltgrößte Kachelofenausstellung sowie ein einzigartiges Kachelofenmuseum.
Seit 1998 widmet sich die Manufaktur Sommerhuber verstärkt der Entwicklung von Großkeramik (mit einer Länge von bis zu 150 cm).
Seit 2006 wird die Wärmespeicherungskeramik auch für Spa & Wellnessbereiche von Luxushotels, -Resorts, Privatspas und Kreuzfahrtschiffe in Form beheizter Wärmeliegen und -bänken, Hamamtischen sowie keramischer Fußbecken angeboten.
Die Manufaktur Sommerhuber beschäftigt derzeit rund 80 Mitarbeiter.